# Cristian Bonilla
Pour les articles homonymes, voir Bonilla.
Cristian Bonilla est un footballeur colombien né le 2 juin 1993 à Manizales. Il joue au poste de gardien de but.

## Biographie
Cristian Bonilla participe à la Coupe du monde des moins de 17 ans 2009 organisée au Nigeria. Il joue six matchs lors de cette compétition, atteignant les demi-finales du tournoi, en étant battu par la Suisse.
Il participe ensuite à la Coupe du monde des moins de 20 ans 2011 organisée en Colombie, puis à la Coupe du monde des moins de 20 ans 2013 qui se déroule en Nouvelle-Zélande. Il joue un total de neuf matchs en Coupe du monde des moins de 20 ans.
Finaliste du Tournoi de Toulon et meilleur gardien du festival en 2013, il remporte ensuite le championnat de la CONMEBOL des moins de 20 ans avec la sélection colombienne. 
Il est ensuite retenu par le sélectionneur José Pékerman afin de participer à la Copa América Centenario, organisée pour la toute première fois aux États-Unis. La Colombie se classe troisième de la compétition.
Le 31 mars 2022, il annonce son retrait du football professionnel alors qu'il s'était engagé au San Antonio FC en USL Championship en janvier 2022 et qu'il avait débuté les trois premières rencontres de l'équipe de la saison 2022.

## Palmarès
- Vainqueur du championnat de la CONMEBOL des moins de 20 ans en 2013 avec l'équipe de Colombie des moins de 20 ans
- Champion de Colombie en 2013 (Ouverture), 2013 (Clôture), et 2014 (Ouverture) avec l'Atlético Nacional
- Vainqueur de la Coupe de Colombie en 2012 et 2013 avec l'Atlético Nacional
- Vainqueur de la Superliga Colombiana en 2012 avec l'Atlético Nacional
- Finaliste du Tournoi de Toulon avec les espoirs de la Colombie en 2013
- Meilleur gardien du Tournoi de Toulon en 2013